# Scalinata della Matrice

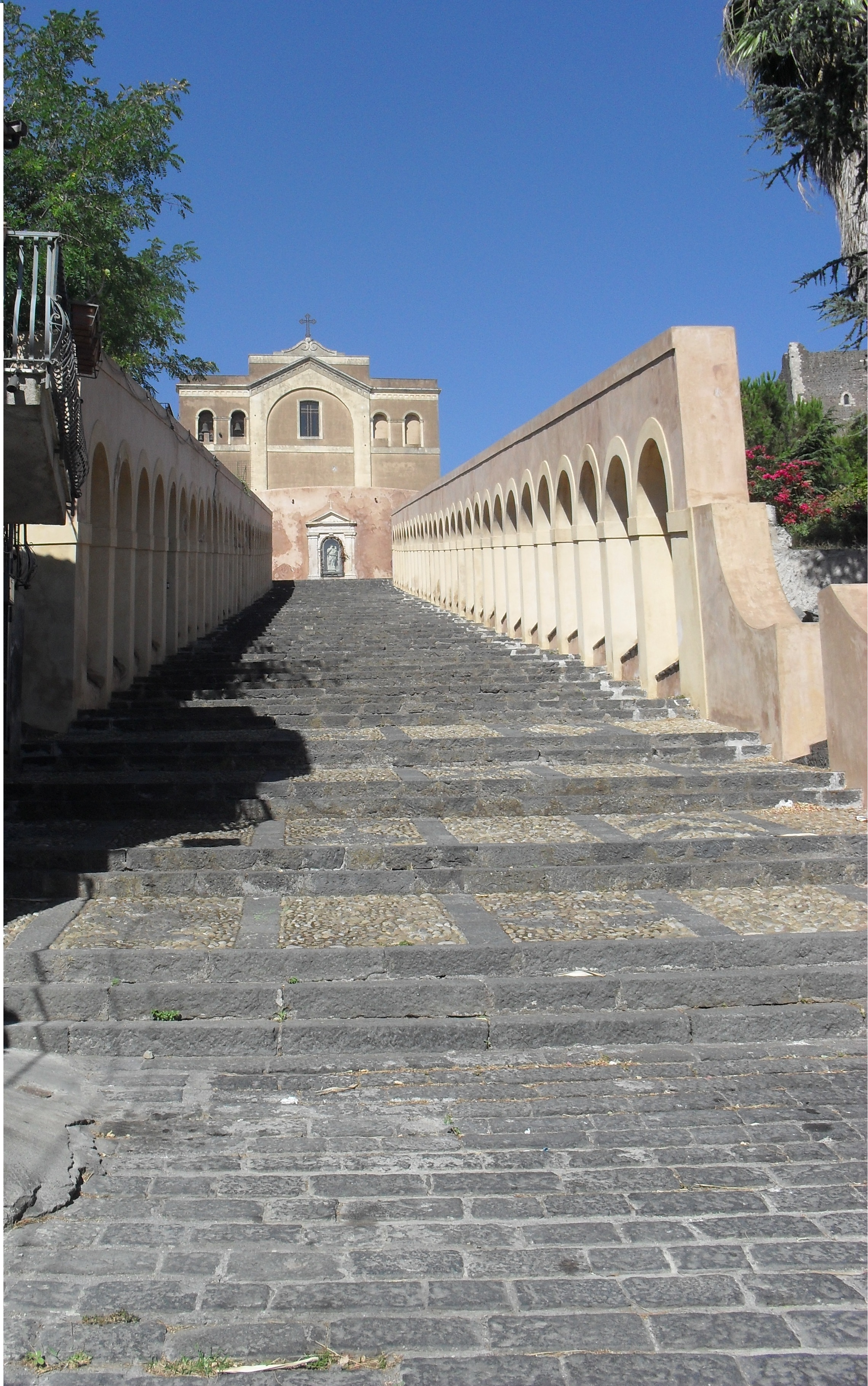
Scalinata settecentesca della matrice

La scalinata della Matrice è una scalinata settecentesca di Paternò, in provincia di Catania, che collega la parte bassa della città a quella alta.

## Storia e descrizione
Edificata nel 1782, è la principale porta d'accesso pedonale alla chiesa di Santa Maria dell'Alto, situata nella "Collina storica", dalla parte bassa della città etnea. Vi si accede dalla via Virgillito Bonaccorsi (ex via Consolazione), ed è lunga circa 90 metri.
Il monumento fu realizzato col denaro proveniente dall'eredità di un religioso del luogo, che morendo nel 1773, aveva lasciato i propri beni alla regina Maria Carolina, con la condizione che parte del patrimonio venisse utilizzata nella costruzione della scalinata.
Annualmente vi si svolgono due feste religiose, la processione dell'Addolorata, e per il Venerdì Santo la processione del Cristo morto e di Maria Addolorata, il cui percorso termina alla Chiesa di Santa Margherita.